# أوتو مارس
أوتو مارس (بالألمانية: Otto March)‏ (و. 1845 – 1913 م) هو مهندس معماري من ألمانيا . ولد في Charlottenburg .
وهو عضو في Prussian Academy of Arts .
توفي في Charlottenburg .

## أعمال بارزة
من أهم أعماله:
- Deutsches Stadion.